# Troglocaris
Troglocaris (Dormitzer, 1853) — рід прісноводних креветок родини Atyidae, що об'єднує у собі 14 видів, розділених на 4 підроди. Усі представники роду Troglocaris є печерними креветками-троглобіонтами з редукованими очима. Природний ареал роду охоплює країни південно-східної Європи (Італія, Хорватія, Боснія, Словенія, Чорногорія) та чорноморське узбережжя Кавказу.
Вид Troglocaris anophthalmus anophthalmus внесено до «червоної книги» МСОП як «вразливий».

## Види
| Підрід Troglocaris - Troglocaris anophthalmus anophthalmus Kollar, 1848 - Troglocaris anophthalmus intermedia Babić, 1922 - Troglocaris bosnica Sket & Zakšek, 2009 - Troglocaris planinensis Birštejn, 1948 Підрід Spelaeocaris - Troglocaris pretneri Matjašič, 1956 - Troglocaris prasence Sket & Zakšek, 2009 - Troglocaris kapellana Sket & Zakšek, 2009 - Troglocaris neglecta Sket & Zakšek, 2009 | Підрід Troglocaridella - Troglocaris hercegovinensis (Babić, 1922) Підрід Xiphocaridinella - Troglocaris kutaissiana Sadovskij, 1930 - Troglocaris ablaskiri Birštejn, 1939 - Troglocaris fagei Birštejn, 1939 - Troglocaris osterloffi Juzbaš'jan, 1940 - Troglocaris jusbaschjani Birštejn, 1948 |